# Las Brisas
Las Brisas è una canzone di Ringo Starr, apparsa nel suo LP Ringo's Rotogravure del 1976. Venne composta dallo stesso batterista, accreditato come Richard Starkey, e dall'allora fidanzata di questo, la fotografa e modella statunitense Nancy Lee Andrews.

## Il brano

### Composizione e registrazione
La Andrews ha ricordato che il pezzo venne composto ad Acapulco, Messico, dopo circa un anno dal loro fidanzamento, quindi verso la metà del 1975. La coppia trascorse una vacanza romantica al Las Brisas Hotel, caratterizzato da una forte presenza del colore rosa, che si trovava, secondo Nancy, ovunque. Affascinata dal linguaggio, la donna chiese a qualcuno di tradurle delle parole, che scrisse su un tovagliolo sotto forma di poesia. Una band stava suonando e Ringo Starr prese il fazzoletto ed iniziò a cantarla. Venne finita nei giorni successivi. Venne registrata con una band mariachi di un ristorante messicano. Fu l'unico brano di Ringo's Rotogravure che non presenta Jim Keltner e l'ex-beatle alla batteria.

### Pubblicazione
Pubblicata come nona traccia di Ringo's Rotogravure del settembre 1976, album dallo scarso successo commerciale, in Messico venne pubblicata come lato A del 45 giri Las Brisas/Lady Gaye. Il disco, pubblicato dalla Polydor Records con il numero di serie 761, era un singolo promozionale; non entrò in classifica. Lady Gaye era anche la b-side del singolo Hey Baby, che ha avuto una distribuzione maggiore.

## Formazione
- Ringo Starr: voce
- Los Galleros: band Mariachi
- Vini Poncia: cori[1]